# Слупець (Малопольське воєводство)
Слупець (пол. Słupiec) — село в Польщі, у гміні Щуцин Домбровського повіту Малопольського воєводства.
Населення — 1062 особи (2011).
У 1975-1998 роках село належало до Тарновського воєводства.

## Демографія
Демографічна структура станом на 31 березня 2011 року:
|          | Загалом | Допрацездатний вік | Працездатний вік | Постпрацездатний вік |
| -------- | ------- | ------------------ | ---------------- | -------------------- |
| Чоловіки | 536     | 128                | 346              | 62                   |
| Жінки    | 526     | 112                | 300              | 114                  |
| Разом    | 1062    | 240                | 646              | 176                  |